# Richard Butler (1er comte d'Arran)
Pour les articles homonymes, voir Richard Butler (homonymie) et Butler.
Richard Butler (15 juillet 1639 - 25 janvier 1686) est un pair irlandais, quatrième fils de James Butler (1er duc d'Ormonde).

## Biographie
Il est créé baron Butler de Cloughgrennan, vicomte Tulloogh et comte d'Arran (ayant acheté les îles Aran) en mai 1662 dans la pairie d'Irlande  est créé baron Butler de Weston dans la Pairie d'Angleterre. En 1680, lorsque le noble catholique William Howard (1er vicomte Stafford) est jugé pour haute trahison pour le Complot papiste, Arran est l'un des 31 pairs qui déclarent Stafford non coupable. En tant que pair anglais le plus jeune, il est le premier à voter. Son vote de "non coupable" est courageux, étant donné l'hystérie qui régnait contre quiconque remettait en doute la véracité du prétendu complot. Cependant, 55 pairs déclarent Stafford coupable.
Il est nommé Lord Deputy of Ireland de 1682 à 1684, alors que son père, le duc d'Ormonde (qui est lord lieutenant d'Irlande), est à Londres. Au cours de cette période, il fait preuve de courage et d’initiative en menant la tentative d’extinction d’un incendie majeur dans le Château de Dublin. Il meurt de la pleurésie à Londres en janvier 1686.
Son premier mariage, sans enfant, est avec Mary (1651-1668), fille de James Stuart (1er duc de Richmond). Son second mariage est avec Dorothy (–1716), fille de John Ferrers de Tamworth Castle et Anne, fille de Sir Dudley Carleton. Ils ont quatre enfants:
- James Butler, Lord Tullogh (19 février 1674 - octobre 1676), décédé en bas âge.
- Thomas Butler, Lord Tullogh (1675 - juin 1681), décédé en bas âge.
- Thomas Butler, Lord Tullogh (16 mars 1681 - août 1685), décédé en bas âge.
- Lady Charlotte Butler (1679 - 8 août 1725), son seul enfant survivant et héritière; mariée à Charles Cornwallis (4e baron Cornwallis)[4].

Comme le comte est mort sans descendant masculin survivant, les titres ont disparu. Cependant, ils sont recréés en 1693 pour son neveu Charles Butler (qui est également créé baron Butler de Cloughgrenan et vicomte Tullough).